# Desná (Pardubice)
Desná é uma comuna checa localizada na região de Pardubice, distrito de Svitavy.